# Hypsicera erythropus
Hypsicera erythropus är en stekelart som först beskrevs av Cameron 1902.  Hypsicera erythropus ingår i släktet Hypsicera och familjen brokparasitsteklar. Inga underarter finns listade i Catalogue of Life.